# Curiosity Killed the Cat
Curiosity Killed the Cat was een Britse popgroep uit de late jaren 80. 
De groepsnaam is een Engels spreekwoord dat letterlijk nieuwsgierigheid is de kat z'n dood betekent, ofwel een waarschuwing voor het al te nieuwsgierig zijn.

## Bandleden
- Ben Volpeliere-Pierrot (zang; geboren Martin Benedict Volpeliere-Pierrot, 19 mei 1965, Earls Court, Londen)
- Julian Godfrey Brookhouse (gitarist; geboren 15 mei 1963,  Putney, Londen)
- Nick Thorpe (bassist; geboren Nicholas Bernard Thorpe, 25 oktober 1964, Sunbury-on-Thames, Londen)
- Migi Drummond (drummer; geboren Miguel John Drummond, 27 januari 1964, Strawberry Hill, Londen)

## Biografie
Curiosity speelde een combinatie van funk en jazz (sophistipop) en had een redelijk succes met het debuutalbum Keep Your Distance uit 1986. Daarna bracht de band nog twee cd's uit (Gatehead in 1989 en 'Back To Front in 1992) die dit succes niet wisten te evenaren. Curiosity hield min of meer op te bestaan, maar kwam in 2001 weer samen voor een tournee die vrij veel publiek trok.

## Recent
Leadzanger Ben Volpeliere-Pierrot bleef optreden op jaren 80-festivals; in 2018 was hij deelnemer aan het programma First dates. 
Op 4 januari 2019 verscheen de zanger in het BBC4-programma Top of the Pops; The Story of 1987, waarin hij terugblikte op zijn succesperiode.

## Discografie

### Albums
- Keep Your Distance (1987)
- Getahead (1989)
- Back To Front (1994)

### Singles
- Misfit (1986)
- Down to Earth (1986)
- Ordinary Day (1987)
- Misfit (heruitgave in 1987)
- Free (1987)
- Name And Number (1989)
- First Place (1989)
- Hang on in there baby (1992)
- I Need Your Lovin' (1992)
- Gimme The Sunshine (1993)
- Relax (1992)

### NPO Radio 2 Top 2000
Van Curiosity Killed the Cat stond alleen Down to Earth in 2000 in de NPO Radio 2 Top 2000, op plek 1930.

## Trivia
De Australische band Little River Band had, ruim 10 jaar voordat de band 'Curiosity Killed the Cat' werd opgericht, een lied gemaakt met vrijwel dezelfde titel: 'Curiosity (Killed the Cat)'. Dat verscheen op hun debuutalbum uit 1975.